# خط ساراتوگا
خط ساراتوگا (انگلیسی: Saratoga Trunk) یک فیلم در ژانر درام و رمانتیک به کارگردانی سم وود است که در سال ۱۹۴۵ منتشر شد.

## بازیگران
- گری کوپر
- اینگرید برگمان
- فلورا رابسون
- فلورنس بیتس
- کورت بویس
- اثل گریفیس
- جان ابوت
- ادموند برئون
- فرد کلسی
- جورج برانگر
- ژرژ رناونت
- لین چندلر
- مونته بلو
- روبی دندریج
- تئودور فون التز
- تورستون هال
- ادوارد فیلدینگ
- چستر کلوت
- فرانک هاگنی